# Bandera de la República Socialista Soviética de Abjasia
La bandera de la República Socialista Soviética de Abjasia fue adoptada en 1925 cuando la República Socialista Soviética de Abjasia ratificó su constitución. Fue utilizada hasta 1931, cuando la RSS de Abjasia se transformó en la República Autónoma Socialista Soviética de Abjasia con una bandera diferente.

## Banderas históricas

Bandera de la República Socialista Soviética de Abjasia (1921-1925)
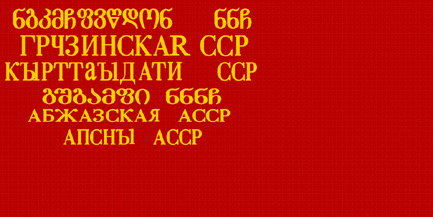
Bandera de la República Socialista Soviética de Abjasia (1930-1931)
Bandera de la República Socialista Soviética de Abjasia (1925-1931)
Bandera de la República Autónoma Socialista Soviética de Abjasia (1978-1989)
Bandera de la República Socialista Soviética de Abjasia (1989-1992)

- Datos: Q4485292